# Zhang Fei

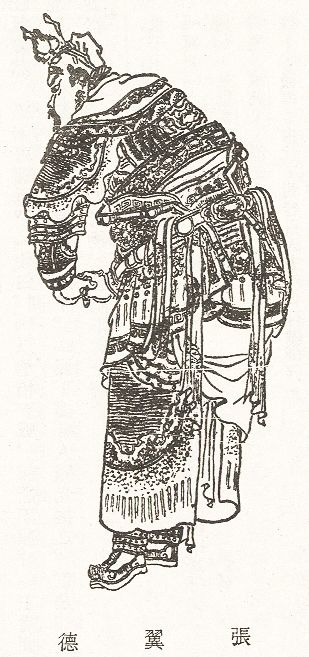
Tekening van generaal Zhang Fei

Zhang Fei (Yide) (167-221) was een generaal en gezworen broeder van Liu Bei, die het Shu-rijk stichtte. Zijn andere broeder was Guan Yu. Hij was berucht voor hoeveel wijn hij dronk, wat niet zelden tot incidenten leidde.

## Levensloop
Zhang Fei kwam uit Hebei in China. In 184 zwoer hij met Liu Bei en Guan Yu broederschap, samen te leven en te sterven. Zij zouden het land helpen bevrijden van de Gele Tulbanden, die op dat moment in opstand waren gekomen tegen de Han-dynastie. De drie broeders werden beroemd om het verslaan van rebellen, maar de Han-leiders (o.a. Dong Zhuo) wilden hen niet erkennen, omdat ze slechts boeren waren. Zhang Fei was hier woedend over en wilde Dong Zhuo vermoorden, maar zijn broeders weerhielden hem hiervan.
Lu Bu was Zhang Fei's aartsvijand; meermalen hebben zij gevochten, maar telkens kon er geen van hen winnen. Later werden Liu Bei en Lu Bu bondgenoten, zeer tegen de zin van Zhang Fei.
Tijdens de campagne voor Sichuan voerde Zhang Fei zijn eigen leger aan en wist Liu Zhang's generaal Yan Yan te verslaan en naar Liu Bei over te laten lopen. Hiervoor werd hij beloond met de titel 'Generaal die het Westen verovert'.
In 219 werd Guan Yu door Lu Meng van Wu terechtgesteld. Zhang Fei en Liu Bei waren hier woedend over. Terwijl Liu Bei zichzelf uitriep als Keizer van Shu-Han en een leger bijeen bracht, bereidde Zhang Fei zich voor om wraak te nemen en trainde zijn mannen streng. Maar in 221 strafte hij in een dronken bui twee van zijn officieren (Fan Qiang, 范彊 en Zhang Da, 張達) voor een klein misdrijf met 100 zweepslagen. 's Nachts echter vermoordden de twee schuldigen hem in zijn slaap en liepen over naar de vijand. Zhang Fei werd 54 jaar.